# WOWOWスーパーサッカー
WOWOWスーパーサッカーは、WOWOW（当時社名・JSB日本衛星放送）が1991年-1996年に放送したサッカーの番組である。

## 概要
WOWOWではスポーツ中継の中核をリングスやボクシングなどの格闘技とサッカーに置き、その軸として世界でも屈指の強豪選手がそろう国内クラブリーグ・セリエA（イタリアサッカーリーグ1部）の日本国内独占中継を実施した。
放送は原則としてイタリアリーグが行われる9月初旬から翌年5月下旬、初期は毎週金曜日夜に録画中継、ミラノダービー、ACミランとユヴェントスFCの対戦のみ衛星生中継された。その後は毎週土曜日18時から20時の録画中継が中心で、後期は土曜・日曜深夜の生中継も行われた。1991-92シーズンは毎節1試合、1993-94シーズンは毎節1試合の放送に加え、セリエAウィークと題して未放送の試合を放送した。
その後イタリアリーグの放映権がスカパー!に委譲（その間も1999年頃までは放送された記録がある）してからのWOWOWはリーガ・エスパニョーラ（スペイン1部）の試合を放送するようになった。現在、イタリア1部の試合はNHK衛星第1テレビジョン（2011年4月以後「新・NHK BS1」）で週1-2試合、主に日本人選手の活躍する試合を中心として放映していた。

## 主な出演者
- メインキャスター　川平慈英　（1991-1993年)

川平はこれがサッカーキャスターのデビュー作であった。その後テレビ朝日「ニュースステーション」Jリーグ速報、サッカー日本代表に関する中継・各種番組のキャスター・進行を勤めている。また、WOWOWでもリーガエスパニョーラのハイライト番組「リーガダイジェスト」の司会を担当している。
- 解説　加茂周（横浜フリューゲルス監督時代）、奥寺康彦、早野宏史、富樫洋一（スポーツライター）他
- 実況八塚浩、柄沢晃弘、岩佐徹、大野勢太郎、他